# Върховна колекция графични романи „Марвел“
Върховна колекция графични романи „Марвел“ (в оригинал: The Official Marvel Graphic Novel Collection) е поредица от графични романи, издавани двуседмично в България от „Hachette Fascicoli“ в сътрудничество с „Артлайн Студиос“ и разпространявани от „Национална дистрибуция“ АД. Всеки брой е специално издание на графичен роман с твърди корици, събиращ всички части в сюжетна дъга за един от най-известните супергерои на Марвел, често любима на феновете или „важна“ история от комиксите на Марвел.
Поредицата е публикувана в Обединеното кралство, Русия, Ирландия, Австралия, Нова Зеландия и Южна Африка от „Hachette Partworks“, в Полша от „Hachette Polska“, в Чехия и Словакия от „Panini Fascicule“, в Аржентина, Бразилия, Колумбия, Перу и Чили от издателство „Salvat“ и във Франция и Германия от френската компания „Hachette Collections“. Първият брой на български език език е издаден през септември 2020 г. и е на цена от 4,99 лв., брой 2 е на цена от 9,95 лв. и от брой 3 нататък - на стандартна цена от 18,95 лв.
На 8-ми декември 2022 г. "Национална дистрибуция" АД обявява, че поредицата ще бъде удължена с още 60 броя.
На 15-ти април 2025 г. финалния брой от поредицата бива издадена.